# Václav Simon
Václav Simon (30. června 1896 – 1. listopadu 1952) byl český fotbalový trenér. Působil především ve švédských klubech.